# 中嶋憂輝
中嶋 憂輝（なかじま ゆうき、1995年7月19日 - ）は、日本の男性プロボクサー。奈良県大和郡山市出身。角海老宝石ボクシングジム所属。トレーナーは奥村健太。
兄の中嶋一輝もプロボクサー、大橋ボクシングジムに所属している。

## 経歴
アマチュア時代には奈良県立王寺工業高等学校、芦屋大学ボクシング部で活躍。アマチュア戦績は73戦52勝21敗。高校3冠 。
2018年にプロ転向、2018年10月プロデビュー。
2018年10月1日、後楽園ホールでソンポン・バーンエームと対戦し、2回2分20秒TKOでデビュー戦を勝利で収めた。
2019年5月8日、後楽園ホールでマノップ・アウドムファナワリと対戦し、4回1分29秒TKOで勝利を収めた。
2019年8月27日、後楽園ホールで行われた「B級トーナメントライトフライ級決勝戦」で堀川龍と対戦し、6回判定0-3（56-58×3）でプロ初黒星。
2019年12月16日、後楽園ホールで田中康寛と対戦し、3回2分23秒TKOで勝利を収めた。
2020年2月14日、後楽園ホールで川畑嗣穂と対戦し、6回30秒TKOで勝利を収めた。
2020年12月31日、大田区総合体育館で近藤冬真と対戦し、8回判定0-1（75-77、76-76×2）で引き分けとなった。
2021年8月4日、後楽園ホールで日本ライトフライ級15位の大保龍斗と対戦し、8回1-1（75-77、77-75、76-76）で引き分けとなった。

## 人物
- 宮本武蔵を崇拝、神社仏閣をこよなく愛し、自称「奈良観光大使」を謳っている。

## 戦績
- アマチュア戦績:66戦51勝15敗、高校3冠
- プロ戦績:7戦4勝(4KO)1敗2分

| 戦           | 日付           | 勝敗 | 時間 | 内容    | 対戦相手                             | 国籍 | 備考                                             |
| ------------ | -------------- | ---- | ---- | ------- | ------------------------------------ | ---- | ------------------------------------------------ |
| 1            | 2018年10月1日  | 勝利 | 2R   | TKO     | ソンポン・バーンエーム（タイ）       | タイ |                                                  |
| 2            | 2019年5月8日   | 勝利 | 4R   | TKO     | マノップ・アウドムファナワリ（タイ） | タイ |                                                  |
| 3            | 2019年8月27日  | 敗北 | 6R   | 判定0-3 | 堀川龍（三迫）                       | 日本 | DANGAN TRIGGER「B級トーナメントLフライ級決勝戦」 |
| 4            | 2019年12月16日 | 勝利 | 3R   | TKO     | 田中康寛（輪島S）                    | 日本 |                                                  |
| 5            | 2020年2月14日  | 勝利 | 6R   | TKO     | 川畑嗣穂（ワタナベ）                 | 日本 |                                                  |
| 6            | 2020年12月31日 | 引分 | 8R   | 判定0-1 | 近藤 冬真（蟹江）                    | 日本 |                                                  |
| 7            | 2021年8月4日   | 引分 | 8R   | 判定1-1 | 大保龍斗（横浜さくら）               | 日本 |                                                  |
| テンプレート |                |      |      |         |                                      |      |                                                  |

## タイトル
- インターハイ　優勝